# Bashkim Muhedini
Bashkim Muhedini (* 3. Januar 1949; † 7. Oktober 2022) war ein albanischer Fußballtorhüter. Er wird zu den besten Torhütern des Landes gezählt.

## Karriere
Muhedini wurde in Südalbanien in der Region Frashër geboren, ging dann in Tirana zur Schule. In seiner Jugend spielte er zunächst Basketball, bevor er durch die Vermittlung von Bejkush Birçe zum Fußball wechselte.

### Verein
Ab 1967 spielte Muhedini im Jugendverein von FK Partizani Tirana. 1969 wurde er zum Stammtorhüter der ersten Mannschaft befördert. Mit Partizani gewann er 1971 die Meisterschaft und 1973 den Pokal. In den frühen 1970er Jahren spielte er wiederholt international.
Muhedinis aktive Karriere wurde 1976 aufgrund politischer Repressionen vorzeitig beendet.

### Nationalmannschaft
Er absolvierte zwischen 1971 und 1973 insgesamt sieben Länderspiele für die albanische Fußballnationalmannschaft. Sein Debüt gab er am 12. Juni 1971 bei einem WM-Qualifikationsspiel gegen Deutschland. Seine letzte Partie für Albanien bestritt er am 8. November 1973 gegen China. Albanien bestritt in den folgenden Jahren kaum Länderspiele.

## Privates
Muhedini war ein Schwiegersohn des albanischen Generals Beqir Balluku, der während des Hoxha-Regimes hingerichtet wurde. Ballukus Familie wurde verfolgt und Muhedini musste seine aktive Spielerkarriere beenden, da er ebenfalls ein Verwandter war. Muhedini wurde ins Dorf Zall-Bastar nördlich von Tirana versetzt, wo er als Sportlehrer arbeitete. 1979 durfte er nach Përmet umsiedeln und trainierte dort die örtliche Mannschaft.
Zuletzt lebte er in New York City, wo er auch verstarb.